# Accord de Strasbourg
L'accord de Strasbourg est un accord bilatéral passé le 27 août 1675 entre la France et le Saint-Empire romain germanique en vue d'interdire l'utilisation des balles empoisonnées lors des conflits.
Il s'agit d'une des premières tentatives de réglementer l'emploi d'armes chimiques.